# Bananenchips

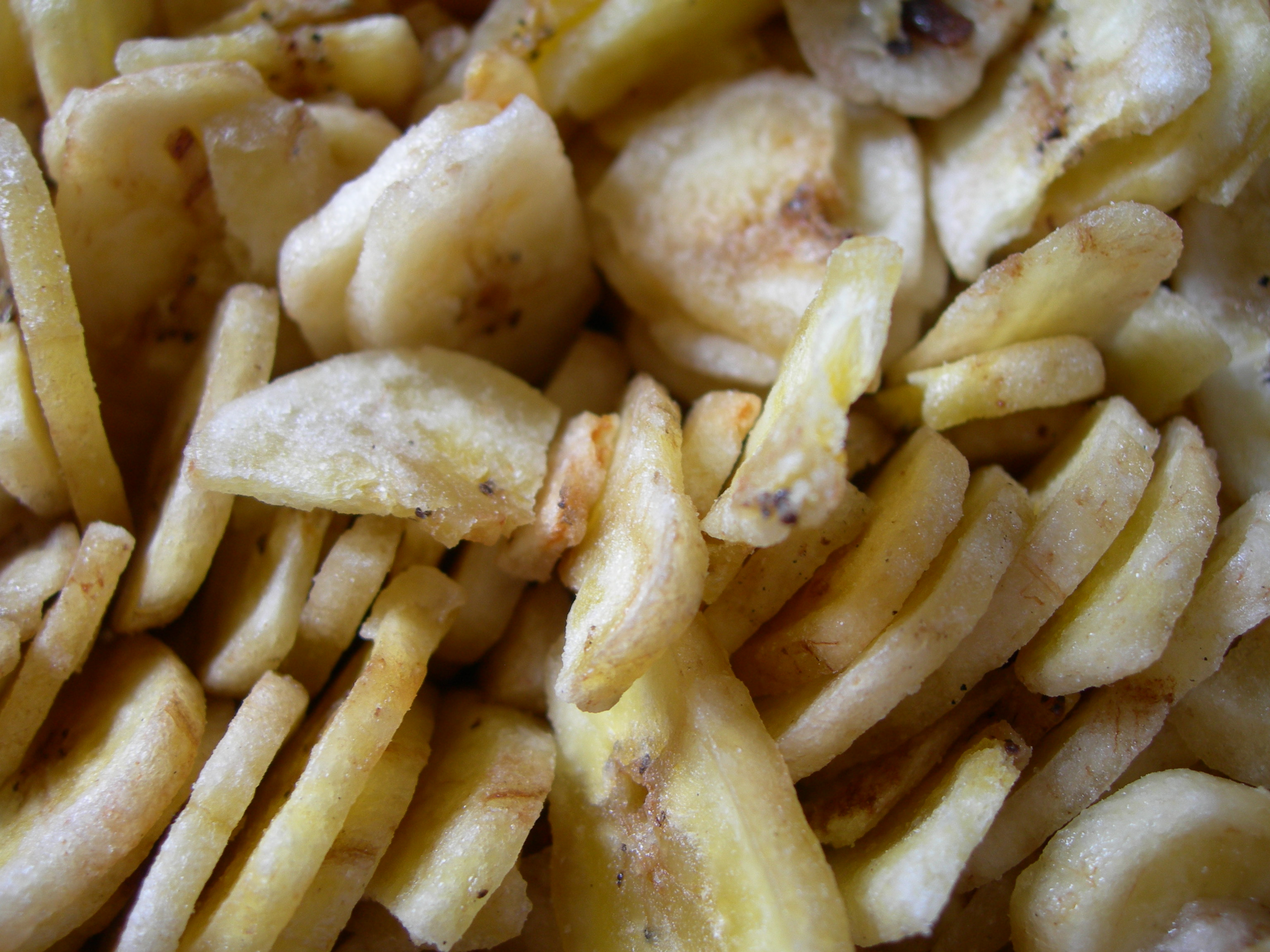
Bananenchips

Bananenchips sind frittierte oder getrocknete Bananenscheiben, die oft mit Zucker, Honig oder Schokolade überzogen sind. Ähnliche Chips können auch aus Kochbananen hergestellt werden, den stärkehaltigeren Bananensorten.

## Frittierte Chips
Normalerweise werden unreife Bananen in Scheiben geschnitten, in Öl frittiert und danach getrocknet. Gegebenenfalls werden noch Konservierungsmittel hinzugefügt. Die Chips sind kross und haben einen süßen Geschmack. Diese Sorten von Bananenchips können wegen des Frittiervorganges sehr ölig sein.
Eine weitere Form frittierter Bananenchips, die im indischen Kerala hergestellt werden und dort unter der Bezeichnung Upperi bekannt sind, werden in Kokosnussöl geröstet. Sowohl reife als auch unreife Bananen werden für diese Form verwendet. Manchmal sind diese Formen mit Masala oder Jaggery (Sarkara Upperi / Sarkara Varatti) ummantelt, so sind sowohl scharfe als auch süße Varianten möglich. Solche Bananenchips sind fester Bestandteil eines traditionellen Kerala-Mahls.

## Getrocknete Chips
Weiterhin gibt es einige Sorten von Bananenchips, die nur durch Trocknung hergestellt werden. Bananenscheiben, die nur dehydriert werden, sind hellbraun und ledrig. Diese sind sehr süß und haben einen intensiven Bananengeschmack. Sie werden idealerweise aus vollkommen ausgereiften Bananen gemacht. Um Bananenchips herzustellen, kann man auch Bananenscheiben im Ofen backen, wobei die so gewonnenen Chips häufig nicht sehr intensiv nach Banane schmecken. 